# Championnat de France masculin de kin-ball 2007-2008
Pour le championnat 2007-2008, 8 équipes sont inscrites. C'est deux de plus qu'en 2006-2007, une à Rennes et une autre à Angers. Le fait d'avoir deux nouvelles équipes entraîne la création d'un match supplémentaire lors de chaque journée de championnat. Dans cette optique, les matchs font 3*10 minutes afin de pouvoir faire 3 matchs gars de 30 minutes et 2 matchs filles de 45 minutes (3*15 min).
Les règles appliquées lors cette saison sont celles appliquées lors de la coupe du monde 2007, c'est-à-dire : appellation possible dès le premier contact, déplacement lors d'une reprise de jeu, faute offensive, défensive illégale...

## Clubs et équipes engagés
- Kin-ball Association Rennes (3 équipes)
  - Rennes Cleunay (anciennement Rennes 1)
  - Kin-ball 2 Rennes (anciennement Rennes 2)
  - Rennes Etudiant Kin-ball (REK)
- SCO Kin-ball Angers (3 équipes)
  - Angers 1
  - Angers 2
  - Angers Justice
- Association Kin-ball Armor - Montcontour
- Junior Association de Quintin

## Classement
Classement final:
| Classement | Équipes           | #1 | #2 | #3 | #4 | #5 | #6 | #7 | #8 | #9 | #10 | #11 | #12 | #13 | #14 | #15 | #16 | Total |
| 1er        | Angers 2          | -  | -  | 16 | -  | -  | 16 | -  | 17 | -  | 17  | -   | -   | 10  | 13  | -   | -   | 89    |
| 2e         | Angers 1          | -  | 17 | -  | 9  | -  | -  | 17 | -  | 16 | -   | -   | -   | 15  | -   | 13  | -   | 87    |
| 3e         | Kin Ball 2 Rennes | 14 | -  | -  | 15 | -  | 10 | -  | -  | -  | -   | 9   | -   | 9   | -   | -   | 15  | 72    |
| 4e         | Rennes Cleunay    | -  | -  | 11 | 9  | -  | -  | -  | 7  | -  | -   | 17  | 15  | -   | -   | 12  | -   | 71    |
| 5e         | Quintin           | 12 | -  | -  | -  | 16 | -  | 8  | -  | -  | 9   | -   | -   | -   | 11  | 10  | -   | 66    |
| 5e         | Montcontour       | -  | 11 | -  | -  | 12 | -  | -  | -  | 7  | -   | 9   | 7   | -   | 11  | -   | -   | 57    |
| 6e         | Angers Justice    | 9  | -  | 6  | -  | 7  | -  | -  | 11 | 11 | -   | -   | -   | -   | -   | -   | 11  | 55    |
| 8e         | Rennes Etudiant   | -  | 7  | -  | -  | -  | 9  | 9  | -  | -  | 9   | -   | 11  | -   | -   | -   | 8   | 53    |

## Résultats
| Match #1       | Angers Justice | Angers Justice | Angers Justice | Kin-ball 2 Rennes | Kin-ball 2 Rennes | Kin-ball 2 Rennes | Quintin | Quintin | Quintin | Angers, France 9 décembre 2007 Arbitre : Julien Dorison, Anthony Dugas |
| Scores         | 12             | 23             | 36             | 13                | 26                | 37                | 11      | 23      | 37      | Angers, France 9 décembre 2007 Arbitre : Julien Dorison, Anthony Dugas |
| Points         | 0              | 0              | 4              | 1                 | 1                 | 7                 | 0       | 0       | 7       | Angers, France 9 décembre 2007 Arbitre : Julien Dorison, Anthony Dugas |
| Esprit sportif | 0A             | 0A             | 5              | 0A                | 0A                | 5                 | 0A      | 0A      | 5       | Angers, France 9 décembre 2007 Arbitre : Julien Dorison, Anthony Dugas |
| Total          | 9              | 9              | 9              | 14                | 14                | 14                | 12      | 12      | 12      | Angers, France 9 décembre 2007 Arbitre : Julien Dorison, Anthony Dugas |

| Match #2       | Rennes étudiant kin-ball | Rennes étudiant kin-ball | Rennes étudiant kin-ball | Angers 1 | Angers 1 | Angers 1 | Montcontour | Montcontour | Montcontour | Angers, France 9 décembre 2007 Arbitre : Armel Pineau, Sophie Bouvet |
| Scores         | 15                       | 30                       | 47                       | 17       | 35       | 55       | 16          | 31          | 48          | Angers, France 9 décembre 2007 Arbitre : Armel Pineau, Sophie Bouvet |
| Points         | 0                        | 0                        | 2                        | 1        | 1        | 10       | 0           | 0           | 6           | Angers, France 9 décembre 2007 Arbitre : Armel Pineau, Sophie Bouvet |
| Esprit sportif | 0A                       | 0A                       | 5                        | 0A       | 0A       | 5        | 0A          | 0A          | 5           | Angers, France 9 décembre 2007 Arbitre : Armel Pineau, Sophie Bouvet |
| Total          | 7                        | 7                        | 7                        | 17       | 17       | 17       | 11          | 11          | 11          | Angers, France 9 décembre 2007 Arbitre : Armel Pineau, Sophie Bouvet |

| Match #3       | Rennes Cleunay | Rennes Cleunay | Rennes Cleunay | Angers 2 | Angers 2 | Angers 2 | Angers Justice | Angers Justice | Angers Justice | Angers, France 9 décembre 2007 Arbitre : Gwenaelle Bourdon, Mathilde Marchand |
| Scores         | 14             | 25             | 44             | 16       | 29       | 53       | 14             | 26             | 43             | Angers, France 9 décembre 2007 Arbitre : Gwenaelle Bourdon, Mathilde Marchand |
| Points         | 0              | 0              | 6              | 1        | 1        | 10       | 0              | 0              | 2              | Angers, France 9 décembre 2007 Arbitre : Gwenaelle Bourdon, Mathilde Marchand |
| Esprit sportif | 0A             | 0A             | 5              | 1A       | 1A       | 4        | 1A             | 1A             | 4              | Angers, France 9 décembre 2007 Arbitre : Gwenaelle Bourdon, Mathilde Marchand |
| Total          | 11             | 11             | 11             | 16       | 16       | 16       | 6              | 6              | 6              | Angers, France 9 décembre 2007 Arbitre : Gwenaelle Bourdon, Mathilde Marchand |

| Match #4       | Kin-ball 2 Rennes | Kin-ball 2 Rennes | Kin-ball 2 Rennes | Angers 1 | Angers 1 | Angers 1 | Rennes Cleunay | Rennes Cleunay | Rennes Cleunay | Rennes, France 13 janvier 2008 Arbitre : Armel Pineau, Gwénaelle Bourdon |
| Scores         | 15                | 27                | 42                | 15       | 26       | 40       | 14             | 27             | 40             | Rennes, France 13 janvier 2008 Arbitre : Armel Pineau, Gwénaelle Bourdon |
| Points         | 0                 | 0                 | 10                | 0        | 1        | 4        | 0              | 0              | 4              | Rennes, France 13 janvier 2008 Arbitre : Armel Pineau, Gwénaelle Bourdon |
| Esprit sportif | 0A                | 0A                | 5                 | 0A       | 0A       | 5        | 0A             | 0A             | 5              | Rennes, France 13 janvier 2008 Arbitre : Armel Pineau, Gwénaelle Bourdon |
| Total          | 15                | 15                | 15                | 9        | 9        | 9        | 9              | 9              | 9              | Rennes, France 13 janvier 2008 Arbitre : Armel Pineau, Gwénaelle Bourdon |

| Match #5       | Quintin | Quintin | Quintin | Angers Justice | Angers Justice | Angers Justice | Montcontour | Montcontour | Montcontour | Rennes, France 13 janvier 2008 Arbitre : Jonathan Devault, Lionel Mahé |
| Scores         | 13      | 28      | 42      | 13             | 27             | 37             | 14          | 27          | 39          | Rennes, France 13 janvier 2008 Arbitre : Jonathan Devault, Lionel Mahé |
| Points         | 0       | 1       | 10      | 0              | 0              | 2              | 1           | 0           | 6           | Rennes, France 13 janvier 2008 Arbitre : Jonathan Devault, Lionel Mahé |
| Esprit sportif | 0A      | 0A      | 5       | 0A             | 0A             | 5              | 0A          | 0A          | 5           | Rennes, France 13 janvier 2008 Arbitre : Jonathan Devault, Lionel Mahé |
| Total          | 16      | 16      | 16      | 7              | 7              | 7              | 12          | 12          | 12          | Rennes, France 13 janvier 2008 Arbitre : Jonathan Devault, Lionel Mahé |

| Match #6       | Rennes étudiant kin-ball | Rennes étudiant kin-ball | Rennes étudiant kin-ball | Kin-ball 2 Rennes | Kin-ball 2 Rennes | Kin-ball 2 Rennes | Angers2 | Angers2 | Angers2 | Rennes, France 13 janvier 2008 Arbitre : Julien Dorison, Sophie Bouvet |
| Scores         |                          |                          |                          |                   |                   |                   |         |         |         | Rennes, France 13 janvier 2008 Arbitre : Julien Dorison, Sophie Bouvet |
| Points         | 0                        | 0                        | 4                        | 1                 | 0                 | 4                 | 0       | 1       | 10      | Rennes, France 13 janvier 2008 Arbitre : Julien Dorison, Sophie Bouvet |
| Esprit sportif | 0A                       | 0A                       | 5                        | 0A                | 0A                | 5                 | 0A      | 0A      | 5       | Rennes, France 13 janvier 2008 Arbitre : Julien Dorison, Sophie Bouvet |
| Total          | 9                        | 9                        | 9                        | 10                | 10                | 10                | 16      | 16      | 16      | Rennes, France 13 janvier 2008 Arbitre : Julien Dorison, Sophie Bouvet |

## Calendrier
Le 9 décembre 2007 à Angers
| Match | Rose       | Noir              | Gris            |
| ----- | ---------- | ----------------- | --------------- |
| #1    | Quintin    | Kin-ball 2 Rennes | Angers Justice  |
| #2    | Moncontour | Angers 1          | Rennes Etudiant |
| #3    | Angers 3   | Angers 2          | Rennes Cleunay  |

Le 13 janvier 2008 à Rennes
| Match | Rose              | Noir              | Gris           |
| ----- | ----------------- | ----------------- | -------------- |
| #4    | Rennes Etudiant   | Kin-ball 2 Rennes | Angers 2       |
| #5    | Quintin           | Moncontour        | Angers Justice |
| #6    | Kin-ball 2 Rennes | Angers 1          | Rennes Cleunay |

Le 10 février 2008 à Angers
| Match | Rose     | Noir            | Gris           |
| ----- | -------- | --------------- | -------------- |
| #7    | Angers 1 | Rennes Etudiant | Quintin        |
| #8    | Angers 3 | Angers 2        | Rennes Cleunay |

Le 30 mars 2007 à Quintin
| Match | Rose           | Noir            | Gris              |
| ----- | -------------- | --------------- | ----------------- |
| #9    | Moncontour     | Angers 1        | Angers 3          |
| #10   | Quintin        | Rennes Etudiant | Angers 2          |
| #11   | Rennes Cleunay | Moncontour      | Kin-ball 2 Rennes |

Le 6 avril 2007 à Rennes
| Match | Rose       | Noir              | Gris           |
| ----- | ---------- | ----------------- | -------------- |
| #12   | Angers 1   | Kin-ball 2 Rennes | Angers 2       |
| #13   | Moncontour | Rennes Etudiant   | Rennes Cleunay |

Le ? Mai 2007 à Moncontour
| Match | Rose            | Noir              | Gris           |
| ----- | --------------- | ----------------- | -------------- |
| #14   | Moncontour      | Quintin           | Angers 2       |
| #15   | Rennes Etudiant | Kin-ball 2 Rennes | Angers Justice |
| #16   | Quintin         | Angers 1          | Rennes Cleunay |